# Smart People
Pour plus de détails, voir Fiche technique et Distribution.
Smart People est un film américain réalisé par Noam Murro, sorti en 2008.

## Synopsis
Lawrence Wetherhold a beau être un brillant professeur de littérature victorienne à l'université de Pittsburgh, depuis que sa femme est décédée, il est complètement incompétent du point de vue sentimental et relationnel. Il est père de deux enfants, James, qui est étudiant dans la même université que lui et qui refuse de se confier à lui, et Vanessa, une adolescente surdouée, plongée dans ses études et qui se complaît dans la noirceur comme lui. N'ayant plus goût à rien, il devient taciturne, amer, arrogant et se désintéresse complètement de ses étudiants. Un soir, sa voiture est remorquée et, ne pouvant récupérer son cartable resté à l'intérieur, il escalade le grillage et il est victime d'un traumatisme causé par une chute en voulant repartir. À l'hôpital, il est soigné par le docteur Janet Hartigan, une de ses anciennes étudiantes qui avait le béguin pour lui à l'époque et dont il ne se souvient absolument pas. Au même moment, son bon à rien et pique-assiette de frère adoptif, Chuck, fait irruption dans sa vie. N'étant pas autorisé à conduire pendant six mois, il demande à son frère d'être son chauffeur, mais celui-ci, n'étant pas fiable, l'oublie un soir à l'hôpital. Lawrence tombe sur Janet qui accepte de le raccompagner et il décide de faire plus ample connaissance avec la jeune médecin. Après deux rendez-vous, ils entament une relation sérieuse plutôt compliquée.

## Fiche technique
- Titre : Smart People
- Réalisation : Noam Murro
- Scénario : Mark Poirier[1]
- Musique : Nuno Bettencourt
- Directeur de la photographie : Toby Irwin
- Montage : Robert Frazen (en) et Yana Gorskaya
- Création des décors : Patti Podesta
- Création des costumes : Amy Westcott
- Distribution des rôles : Deborah Aquila, Tricia Wood et Jennifer Smith
- Maquillage : Judy Chin
- Coiffure : Mandy Lyons
- Effets spéciaux : Hank Addleberry
- Effets visuels : Post Logic Studios
- Premier assistant-réalisateur : Richard Graves
- Chef cascadeur : Matt Baker
- Producteurs : Bridget Johnson, Michael Costigan, Michael London et Bruna Papandrea
- Coproducteurs : Claus Clausen, Glenn Stewart, Deborah Aquila et John Woldenberg
- Producteurs exécutifs : Omar Amanat, Steffen Aumüller, Marina Grasic, Jennifer Roth, Kenneth Orkin, Ed Rugoff, Bill Block, Paul Hanson et Said Boudarga
- Sociétés de production : Grosvenor Park Productions, Groundswell Productions, QED International (en), Sherazade Film Development et Visitor Pictures
- Sociétés de distribution :  Miramax Films •  TFM Distribution
- Pays de production :  États-Unis
- Langues : anglais, espagnol
- Genre : Comédie dramatique
- Durée : 90 minutes
- Format : Couleur - 2.35:1 - 35 mm – Son DTS – Dolby Digital - SDDS
- Date de sortie en salles:
  - États-Unis : 11 avril 2008
  - Royaume-Uni : 16 mai 2008
  - France : 17 juin 2009
- Date de sortie en vidéo:
  - États-Unis : 12 août 2008
  - France : 4 novembre 2009

## Distribution
- Dennis Quaid (VF : Bernard Lanneau[2]) : Lawrence Wetherhold
- Sarah Jessica Parker (VF : Martine Irzenski[2]) : Janet Hartigan
- Thomas Haden Church (VF : Éric Herson-Macarel) : Chuck Wetherhold
- Elliot Page (VF : Jessica Monceau[2]) : Vanessa Wetherhold (crédité Ellen Page)
- Ashton Holmes (VF : Yoann Sover[2]) : James Wetherhold
- Christine Lahti (VF : Ivana Coppola) : Nancy
- Camille Mana (VF : Fily Keita) : Missy Chin
- David Denman (VF : Jérôme Berthoud[2]) : William
- Jane Mowder (VF : Maïté Monceau[2]) : Julia Knight
- Don Wadsworth : Hadley
- Robert Haley : Roth
- Patrick Sebes : Curtis
- Kevin James Doyle : Rodney
- Paul J. Huber : Ben

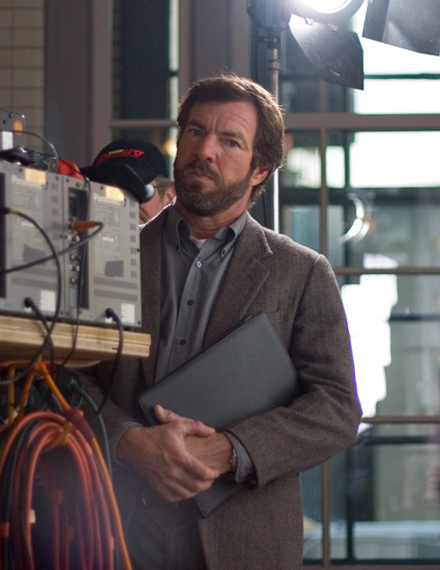
Dennis Quaid (Laurence Wetherhold)
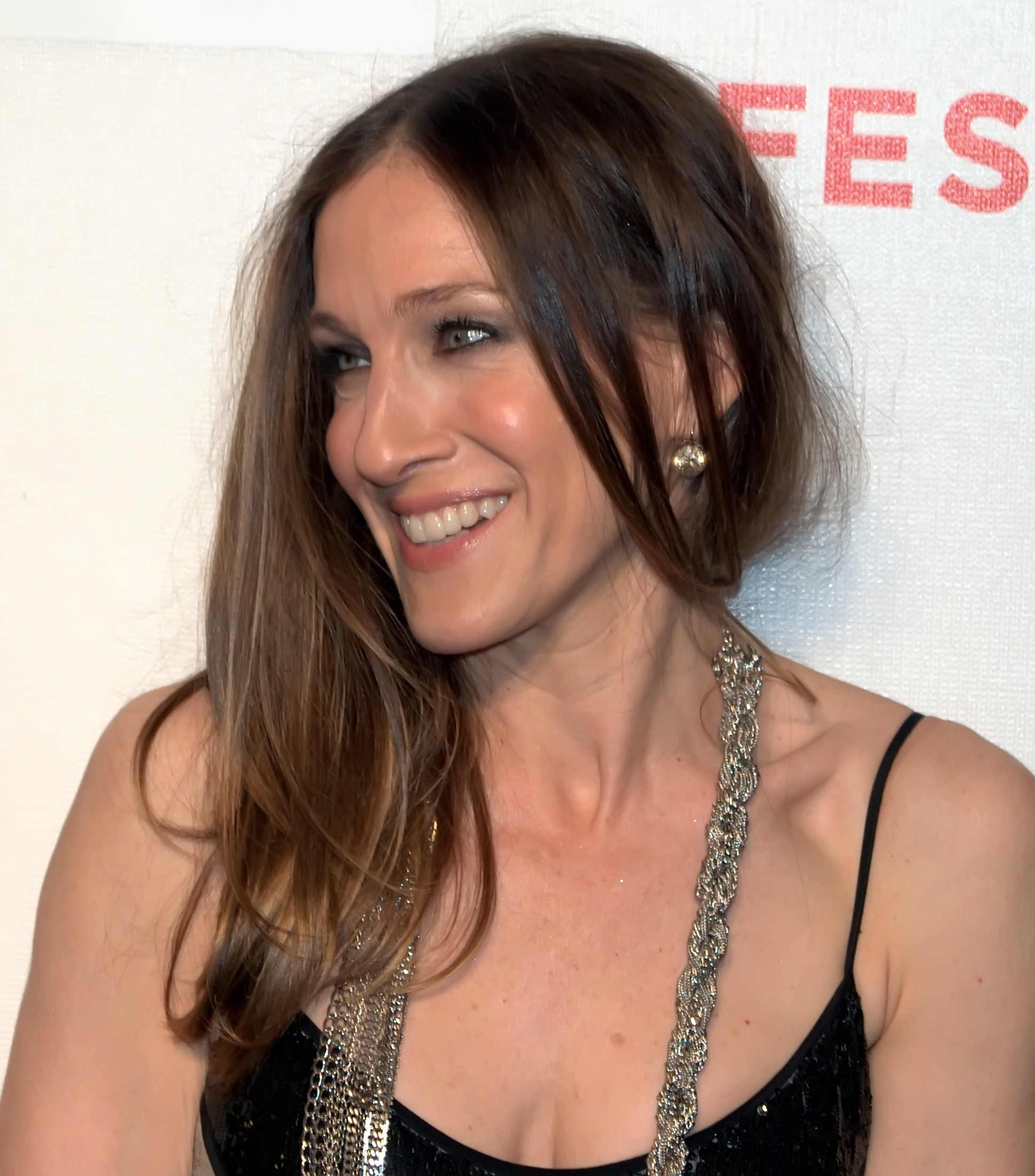
Sarah Jessica Parker (Janet Hartigan)
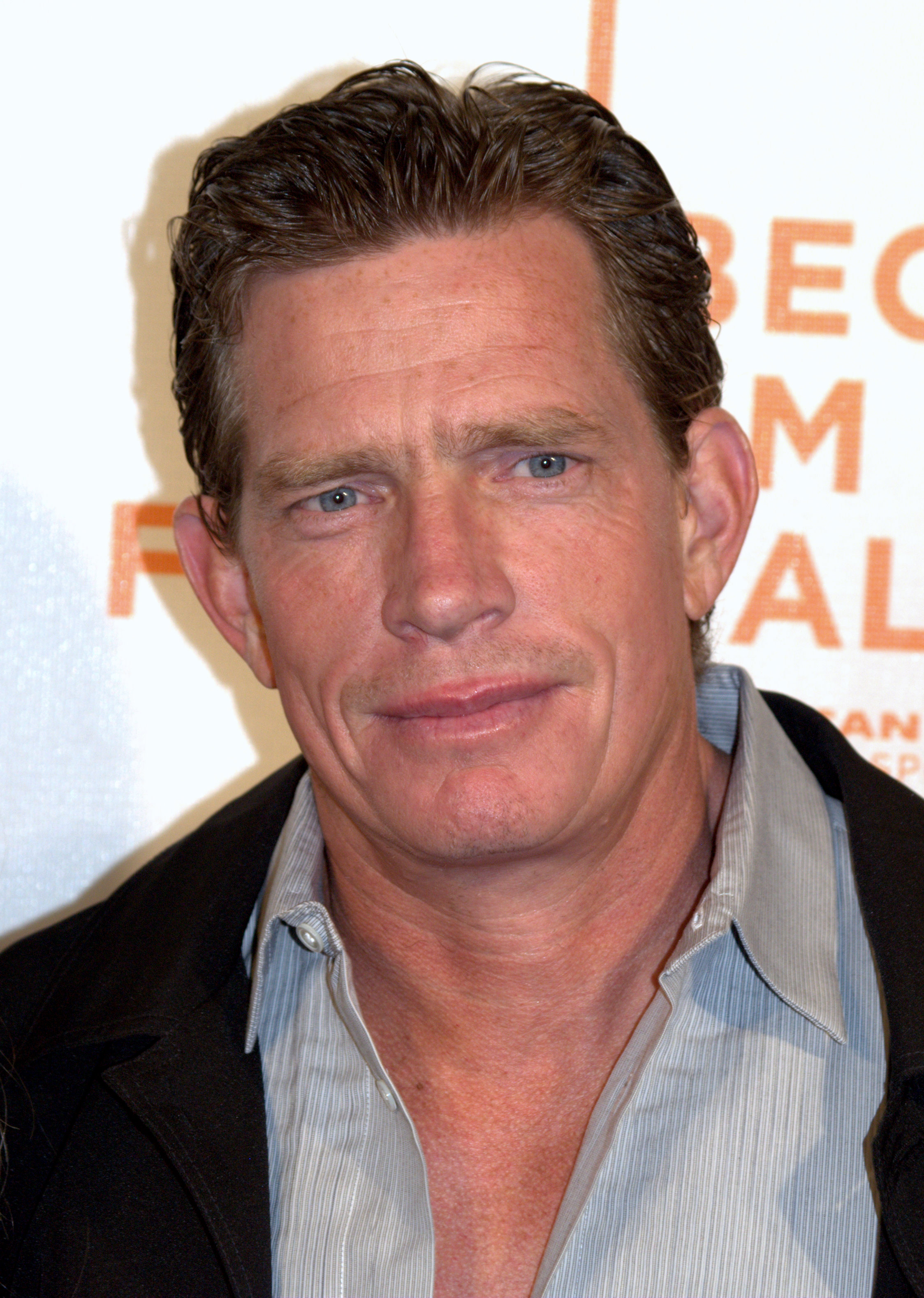
Thomas Haden Church (Chuck Wetherhold)
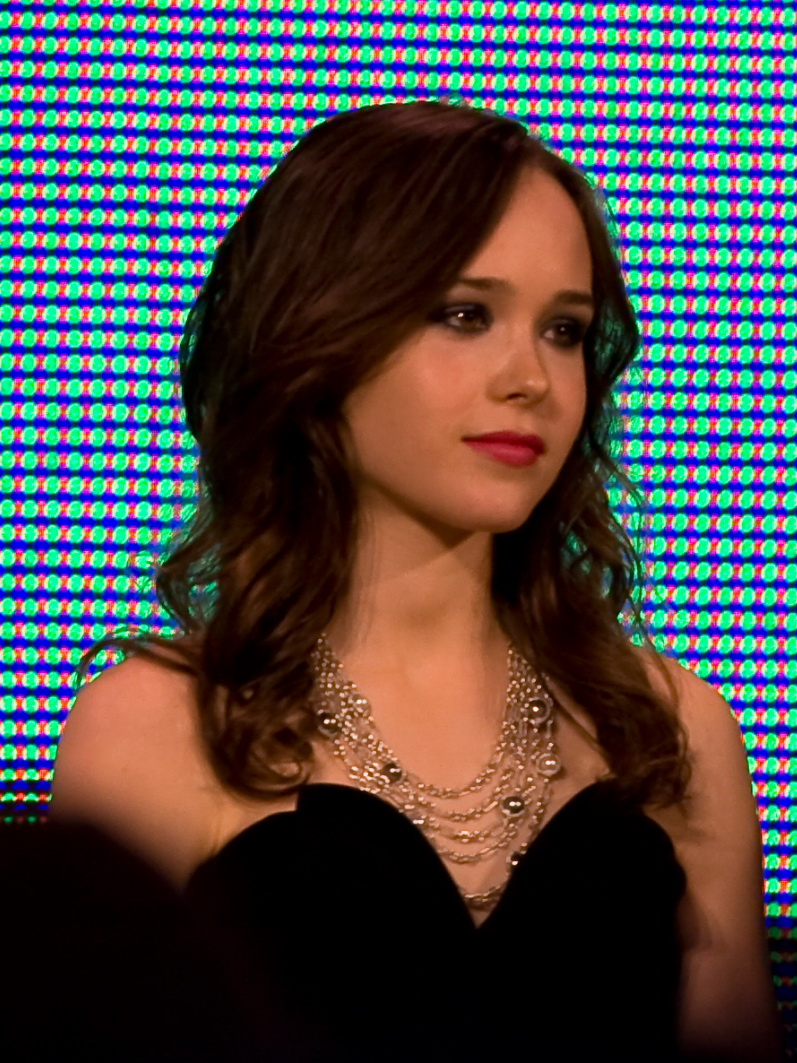
Elliot Page (Vanessa Wetherhold)

## Box-office
| Pays                  | Box-office         | Nbre de sem. | Liens |
| --------------------- | ------------------ | ------------ | ----- |
| Box-office États-Unis | 9 511 289 dollars  | 8 sem.       |       |
| Box-office France     | 695 entrées        | 1 sem.       |       |
| Box-office Mondial    | 11 843 604 dollars | 61 sem.      |       |

## Réception
Smart People a reçu dans les pays anglophones des critiques mitigées. Le film a obtenu du site Rotten Tomatoes que 49 % de critiques positifs, sur la base de 134 commentaires. Un autre site web, Metacritic a donné une moyenne de 57 sur 100, sur la base de 33 commentaires. Bien que le Los Angeles Times, le Wall Street Journal et le New York Times ont tous donné le film commentaires plus positifs, Smart People fait partie la liste du site videogum.com des pires films de tous les temps.
Au box-office, dans son week-end d'ouverture dans les salles, le film a rapporté un montant estimatif de 4,2 millions de dollars en 1106 salles aux États-Unis et au Canada, se classant septième au box-office. Lors de sa première semaine d'exploitation, les recettes sont estimées à 5,7 millions de dollars. Au 29 juillet 2008, le film a reçu 9 511 289 dollars aux États-Unis pour un total de 11 800 736 dollars dans le monde.
En France, la critique reste assez mitigé, :  si A Nous Paris et Le Figaroscope encensent le film, d'autres comme 20 minutes, TéléCinéObs et Première dénigrent le film. De plus, la sortie en salles en France de Smart People s'est fait de façon chaotique, puisqu'il fut seulement projeté dans une seule salle de cinéma à Paris, faisant 658 entrées pendant une semaine en juin 2009, avant de connaître un autre sort sur le marché de la vidéo cinq mois plus tard.

## Autour du film
- Il s'agit du premier film réalisé par Noam Murro, connu dans le monde de la pub.
- Rachel Weisz devait être à l'origine donner la réplique à Dennis Quaid, mais quitta finalement le projet. Elle sera remplacée par Sarah Jessica Parker.
- Smart People fut tourné à partir du 6 novembre 2006[9] à Pittsburgh, en Pennsylvanie[10], pour une durée de 29 jours[11].
- Lors du tournage du film, Elliot Page n'était pas très disponible, contraint par un emploi du temps rempli[11]. Mais il a suffi d'un changement d'emploi du temps et d'une rencontre au Burger King, à l'aéroport de Newark, avec le réalisateur Noam Murro[12] pour qu'il joue dans le film. À noter que le jeune acteur canadien n'avait pas encore tourné Juno[13], film qui allait le faire véritablement connaître du grand public international.

## Distinctions
Nominations
- Sélection officielle au Festival de Sundance 2008
- Artios du Meilleur casting (cinéma indépendant) au Casting Society of America 2008